# Susanne Rasp
Susanne Rasp (* 20. Juni 1932 in Gießen; † 24. Juni 1973 in München) war eine deutsche Schauspielerin.

## Leben und Wirken
Susanne Rasp erhielt zu Beginn der 1950er Jahre privaten Schauspielunterricht bei Tilly Breidewand, Willy Leyrer, Grete Leyrer-Bennewitz und Lucy Valenta. 1953 gab sie ihren Bühneneinstand und spielte in der folgenden Saison am Nordmark Landestheater Schleswig. Rasps Rollenfach war zunächst das der Sentimentalen, das sie in Rollen wie dem Klärchen in Carl Zuckmayers Der fröhliche Weinberg und der Rose in Graham Greenes Der letzte Raum ausleben konnte. Es folgten ab 1955 Verpflichtungen an Bühnen in Heidelberg, Koblenz, Stuttgart, Esslingen (wo man sie in der Spielzeit 1962/63 an der Württembergischen Landesbühne Esslingen in Gerhart Hauptmanns Die Ratten sehen konnte) und Tübingen. 1971 trat Susanne Rasp am Residenztheater München unter anderem in dem Stück Die Küche von Arnold Wesker auf. Von 1961 bis 1973 wirkte sie in deutschen Fernsehfilmen und Fernsehserien mit.
Susanne Rasp erlitt 1973 in München einen Unfalltod.

## Filmografie (Auswahl)
- 1961: Das Lied der Lieder (Fernsehfilm)
- 1969: Damenquartett (Fernsehfilm)
- 1970: Das Spiel (Kurzfilm)
- 1971: Der Vereinsmeier (Fernsehserie, 1 Folge)
- 1971–1973: Unser Dorf (Fernsehserie)
- 1974: Gemeinderätin Schumann (Fernsehserie, 1 Folge)

## Weblink
- Susanne Rasp bei IMDb